# Локалита Сан Пјетро (Фрозиноне)
Локалита Сан Пјетро је насеље у Италији у округу Фрозиноне, региону Лацио.
Према процени из 2011. у насељу је живело 36 становника. Насеље се налази на надморској висини од 262 м.